# اجاو
اجاو یک منطقهٔ مسکونی در سومالی است که در Gedo واقع شده‌است.

## خصوصیات
اجاو ۱۶۰ متر بالاتر از سطح دریا واقع شده‌است.